# Jacob van Moppes
Jacob van Moppes (ur. 18 sierpnia 1876 w Amsterdamie, zm. 26 marca 1943 w obozie zagłady w Sobiborze) – holenderski zapaśnik walczący w stylu klasycznym. Olimpijczyk z Londynu 1908, gdzie zajął siedemnaste miejsce w wadze lekkiej.

## Turniej wLondynie 1908
| Konkurencja            | Walki                | Klas. końcowa |
| Konkurencja            | Przeciwnik I         | Miejsce       |
| ---------------------- | -------------------- | ------------- |
| 66,6 kg styl klasyczny | József Téger (HUN) P | 17.           |